# Dębe Wielkie (Powiat Miński)
Dębe Wielkie ist ein Dorf sowie Sitz der gleichnamigen Landgemeinde im Powiat Miński der Woiwodschaft Masowien, Polen.

## Gemeinde
Zur Landgemeinde (gmina wiejska) Dębe Wielkie gehören folgende 24 Ortschaften mit einem Schulzenamt (sołectwo):
Aleksandrówka
Bykowizna
Celinów
Cezarów
Choszczówka Dębska
Choszczówka Rudzka
Choszczówka Stojecka
Chrośla
Cięciwa
Cyganka
Dębe Wielkie I
Dębe Wielkie II
Gorzanka
Górki
Jędrzejnik
Kąty Goździejewskie Pierwsze
Kąty Goździejewskie Drugie
Kobierne
Olesin
Ostrów-Kania
Poręby
Ruda Mazowiecka
Rysie
Teresław
Walercin
Weitere Orte der Gemeinde ohne Schulzenamt sind Choszczak, Łaszczyzna und Nowy Walercin.